# حيدر أباد (صوفيان)
حيدر أباد هي قرية في مقاطعة شبستر، إيران. عدد سكان هذه القرية هو 115 في سنة 2006.